# Peter Stojanović
Peter Stojanović, slovenski nogometaš, * 8. marec 1990, Ljubljana.
Stojanović je profesionalni nogometaš, ki igra na položaju vezista. Od leta 2024 je član avstrijskega kluba Radenthein. Pred tem je igral za slovenske klube Celje, Zagorje, Olimpijo, Šentjur, Koper, Krko in Brinje, slovaška Šport Podbrezová in Šamorín, srbsko Bežanijo ter avstrijske Nußdorf/Debant, Sachsenburg in Union Lind. Skupno je v prvi slovenski ligi odigral 42 tekem. Leta 2009 je odigral štiri tekme za slovensko reprezentanco do 19 let.